# Mihai Damian
Mihai Damian (* 2. Februar 1990 in Brașov) ist ein ehemaliger rumänischer Skispringer.

## Werdegang
Mihai Damian gab sein internationales Debüt 2004 beim Continental-Cup in Velenje. In der Saison startete er noch bei weiteren Continental-Cups, konnte jedoch keine Punkte erzielen. In den folgenden Saisons nahm er dann an einigen FIS Cup teil, wo er bis Ende 2007 aber auch erfolglos blieb, genau wie bei der Juniorenweltmeisterschaft in Tarvis. Im Dezember 2007 konnte er bei einem FIS-Cup in Notodden seine ersten Punkte erzielen. Daraufhin nahm er noch an weiteren FIS-Cups, Continental-Cups und der Juniorenweltmeisterschaft in Zakopane teil, konnte aber nur beim FIS-Cup Anfang 2008 in Eisenerz weitere Punkte holen. In der Saison 2008/09 startete er erfolglos nur an einem von drei Orten, bei denen er zum Wettkampf angemeldet war und beendete daraufhin seine aktive Karriere.
2007 nahm er an den nordischen Skiweltmeisterschaften in Sapporo teil und schied von Groß- und Normalschanze als letzter in der Qualifikation aus.
Auf nationaler Ebene war er etwas erfolgreicher und erreichte dreimal den dritten Platz bei rumänischen Meisterschaften.